# Panaeolus subfirmus
Panaeolus subfirmus är en svampart som beskrevs av P. Karst. 1889. Enligt Catalogue of Life ingår Panaeolus subfirmus i släktet Panaeolus, ordningen Agaricales, klassen Agaricomycetes, divisionen basidiesvampar och riket svampar, men enligt Dyntaxa är tillhörigheten istället släktet Panaeolus, familjen Bolbitiaceae, ordningen Agaricales, klassen Agaricomycetes, divisionen basidiesvampar och riket svampar. Arten är reproducerande i Sverige. Inga underarter finns listade i Catalogue of Life.